# A Saucerful of Secrets (album)
A Saucerful of Secrets is het tweede studioalbum van Pink Floyd. De opnamen verliepen niet zonder slag of stoot.

## Geschiedenis
Tijdens de tournee volgend op The Piper at the Gates of Dawn ging de geestelijke gezondheid van Syd Barrett mede onder invloed van diens drugsgebruik dermate achteruit, dat het voortbestaan van de band bedreigd werd. Barrett was (toen) echter het creatieve brein achter de band. In augustus 1967 begonnen de opnamen voor dit album in de De Lane Lea Studios te Londen en er werden op zijn minst twee nummers opgenomen: Remember a Day, een eerste serieuze poging van Richard Wright om te componeren en Vegetable Man. Het was geen gelukkige start. Wright zou het nummer Remember a Day zelf nooit waarderen en Vegetable Man werd vanwege de autobiografische teksten van Barrett ongeschikt bevonden voor uitgave, zowel als single als op de LP. Een ander nummer uit die tijd Jugband Blues kwam wel op het album terecht, maar er was onenigheid tussen Barrett en Norman Smith (de muziekproducent), over de manier waarop. Barrett en Smith wilden beiden een brassband gebruiken, maar Barrett vond chaos het beste, Smith structuur. Het nummer zou met een combinatie van die twee op het album verschijnen. Het outro begint gestructureerd om uiteindelijk in chaos te ontsporen. Vanuit die tijd liggen nog onuitgegeven nummers op de plank Scream Thy Last Scream, In the Beechwoods en wat later bekend zou worden als Sunshine. Ook John Latham werd opgenomen maar niet uitgegeven.
Bij de herstart van de opnamesessies, toen in de Abbey Road Studio inmiddels David Gilmour was aangetrokken als vervanger voor Barrett, die steeds vaker (lichamelijk dan wel geestelijk) afwezig was. In die korte periode werd onder meer begonnen met de opnamen van Set the Controls for the Heart of the Sun. Dat werd dan uiteindelijk het enige nummer waarop alle toenmalige vijf Pink Floyd-leden meegespeeld hebben. Even later werd Barrett uit de band gezet. Het management koos gezien zijn creativiteit voor hem, dus Pink Floyd moest het even zelf zien te redden. Een nieuw management diende zich aan en de band ging weer als kwartet verder. Het vertrek van Barrett legde wel druk op de andere leden, want Barrett leverde tot dan toe het meeste materiaal. Ook was nog niet duidelijk wie nu de zang moest doen, Richard Wright zong (in vergelijking tot de volgende albums) veel.
Het album verscheen zowel in een mono- als in een stereoversie op de markt, de laatste diende steeds voor uitgaven op compact disc. Voor zover bekend verscheen de monoversie nooit meer. Ten aanzien van het gekozen instrumentarium is er nog een bijzonderheid. Op het titelnummer en See-Saw is de mellotron te horen, een toetsinstrument dat Wright zelden gebruikte (alleen nog op Ummagumma en Atom Heart Mother).

## Musici
- Roger Waters– basgitaar, percussie, zang
- Richard Wright– piano, orgel, mellotron, vibrafoon, zang
- David Gilmour– gitaar, zang, kazoo
- Nick Mason – slagwerk, percussie, zang
- Syd Barrett– gitaar, akoestische gitaar, slide guitar, zang

Met:
- Norman Smith– slagwerk en achtergrondzang op Remember a Day
- The Salvation Army (The International Staff Band) op Jugband Blues

## Muziek
| Nr. | Titel                                              | Eerste zangstem        | Duur |
| --- | -------------------------------------------------- | ---------------------- | ---- |
| 1.  | Let There Be More Light (Waters)                   | Wright, Gilmour        | 5:38 |
| 2.  | Remember a Day (Wright)                            | Wright                 | 4:33 |
| 3.  | Set the Controls for the Heart of the Sun (Waters) | Waters                 | 5:28 |
| 4.  | Corporal Clegg (Waters)                            | Gilmour, Wright, Mason | 4:13 |

| Nr. | Titel                                                   | Eerste zangstem | Duur  |
| --- | ------------------------------------------------------- | --------------- | ----- |
| 1.  | A Saucerful of Secrets (Waters, Wright, Gilmour, Mason) |                 | 11:52 |
| 2.  | See-Saw (Wright)                                        | Wright          | 4:36  |
| 3.  | Jugband Blues (Barrett)                                 | Barrett         | 3:00  |

## Platenhoes
Pink Floyd mocht als tweede EMI-band (The Beatles was de eerste) een platenhoes laten ontwerpen door een extern bureau. Pink Floyd koos voor Hipgnosis. Deze liet zich inspireren door Marvel Comics' Strange Tales #158 uit 1967.

## Hitnotering
Nederland had ten tijde van het uitbrengen van die album nog geen albumlijst.

### Britse album top 50
| Hitnotering: 13-6-1968 t/m 27-9-1968 | Hitnotering: 13-6-1968 t/m 27-9-1968 | Hitnotering: 13-6-1968 t/m 27-9-1968 | Hitnotering: 13-6-1968 t/m 27-9-1968 | Hitnotering: 13-6-1968 t/m 27-9-1968 | Hitnotering: 13-6-1968 t/m 27-9-1968 | Hitnotering: 13-6-1968 t/m 27-9-1968 | Hitnotering: 13-6-1968 t/m 27-9-1968 | Hitnotering: 13-6-1968 t/m 27-9-1968 | Hitnotering: 13-6-1968 t/m 27-9-1968 | Hitnotering: 13-6-1968 t/m 27-9-1968 | Hitnotering: 13-6-1968 t/m 27-9-1968 | Hitnotering: 13-6-1968 t/m 27-9-1968 |
| Week:                                | 1                                    | 2                                    | 3                                    | 4                                    | 5                                    | 6                                    | 7                                    | 8                                    | 9                                    | 10                                   | 11                                   |                                      |
| ------------------------------------ | ------------------------------------ | ------------------------------------ | ------------------------------------ | ------------------------------------ | ------------------------------------ | ------------------------------------ | ------------------------------------ | ------------------------------------ | ------------------------------------ | ------------------------------------ | ------------------------------------ | ------------------------------------ |
| Positie:                             | 23                                   | 20                                   | 14                                   | 14                                   | 12                                   | 9                                    | 19                                   | 27                                   | 15                                   | 30                                   | 40                                   | uit                                  |

Nummers van Pink Floyd